# Paso Natho
Der Paso Natho (spanisch) ist eine Meerenge im Norden der Antarktischen Halbinsel. In der Bransfieldstraße verläuft sie zwischen der Nordwestseite der Trinity-Halbinsel und der vorgelagerten Astrolabe-Insel.
Wissenschaftler der 4. Chilenischen Antarktisexpedition (1949–1950) benannten sie nach Alfredo Natho Davidson, dem Leiter dieser Forschungsreise.